# James Roache
William James "Bill" Roache (29 de diciembre de 1985) es un actor británico, más conocido por interpretado a James Cunningham en la serie Coronation Street.

## Biografía
James es hijo del actor William Roache y de la actriz Sara Mottram-Roache. Tiene dos hermanas la diseñadora de interiores Verity Elizabeth Roache y Edwina Roache, es medio hermano del actor Linus Roache y de Vanya Roache. Edwina murió a los 18 meses debido a una neumonía bronquial. 
Su madre murió repentinamente en su hogar el 7 de febrero de 2009 a los 58 años.

## Carrera
Entre el 2008 y el 2009 apareció como invitado en series como 2009 Cold Blood y en Four Seasons donde interpretó a Lucas Conroy.
En el 2010 interpretó a su padre William Roache de joven, en el documental The Road to Coronation Street, el cual mostraba el inicio de como el creador de Coronation Street, Tony Warren intentaba traer la serie a la televisión.
A principios del 2010 hizo una aparición como invitado en la exitosa serie británica Coronation Street donde interpretó a James Cunningham, el hijo de Lawrence Cunningham (Linus Roache) y nieto de Ken Barlow (William Roache). El 20 de diciembre de 2010 se anunció que James regresaría a la serie y se uniría al elenco de tiempo completo para marzo del 2011. James se fue de nuevo de la serie el 21 de julio de 2011, después de que su abuelo, Ken lo entregara a la policía por fraude y acoso.

## Filmografía
Televisión:
| Año        | Título            | Papel            | Notas                      |
| ---------- | ----------------- | ---------------- | -------------------------- |
| 2010, 2011 | Coronation Street | James Cunningham | 31 episodios               |
| 2009       | Four Seasons      | Lucas Conroy     | 2 episodios                |
| 2008       | Cold Blood        | Joss Armstrong   | episodio "The Last Hurrah" |

Películas:
| Año  | Título                        | Papel            | Notas                  |
| ---- | ----------------------------- | ---------------- | ---------------------- |
| 2010 | The Road to Coronation Street | William Roache   | junto a Steven Berkoff |
| 2007 | Rise of the Footsoldier       | Mesero           | -                      |
| 2006 | The Marchioness Disaster      | Matthew Thompson | junto a Liam Noble     |